# 莱永河畔克莱雷
莱永河畔克莱雷（法語：Cléré-sur-Layon，法語發音：[kleʁe syʁ lɛjɔ̃] ⓘ）是法国曼恩-卢瓦尔省的一个市镇，属于索米尔区。

## 地理
莱永河畔克莱雷（47°5'34"N, 0°25'15"W）面积21.74 平方千米，位于法国卢瓦尔河地区大区曼恩-卢瓦尔省，该省份为法国西部内陆省份，大致对应安茹地区，北起顺时针与马耶讷省、萨尔特省、安德尔-卢瓦尔省、维埃纳省、德塞夫勒省、旺代省、大西洋卢瓦尔省和伊勒-维莱讷省接壤。
与莱永河畔克莱雷接壤的市镇（或旧市镇、城区）包括：莱永河畔帕萨旺、热讷通、圣莫里斯-埃蒂松、瓦勒昂维涅、利斯-上莱永。

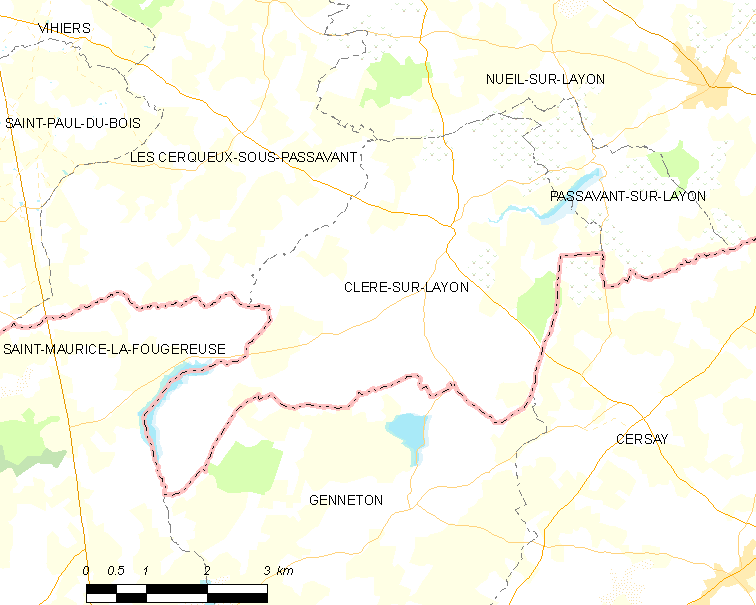
莱永河畔克莱雷的OSM定位图

莱永河畔克莱雷的时区为UTC+01:00、UTC+02:00（夏令时）。

## 行政
莱永河畔克莱雷的邮政编码为49560，INSEE市镇编码为49102。

## 政治
莱永河畔克莱雷所属的省级选区为绍莱第二县。

## 人口

1962-2008年间莱永河畔克莱雷人口变化图示

莱永河畔克莱雷于2022年1月1日时的人口数量为345人。